# Contre-la-montre masculin aux championnats du monde de cyclisme sur route 1995
Navigation
1994 1996
Le contre-la-montre masculin des championnats du monde de cyclisme sur route 1995 a lieu le 4 octobre 1995 dans le département de Boyacá, en Colombie. Le parcours de 43 km part de Paipa et arrive à Tunja.
Miguel Indurain, favori de la course, domine ses adversaires. Il prend un départ rapide et compte ainsi 43 secondes d'avance à mi-parcours sur son compatriote Abraham Olano, qui termine deuxième à 48 secondes. Uwe Peschel, coureur amateur, champion olympique du contre-la-montre par équipes en 1992, est troisième avec plus de deux minutes de retard sur Indurain. Prétendant à une place sur le podium, l'Italien Maurizio Fondriest est dépassé pendant la course par Indurain et est classé neuvième, à 3 minutes 55 d'Indurain. Son compatriote Andrea Chiurato, deuxième l'année précédente, est quatorzième à 4 minutes 44. Graeme Obree, 21e à 5 minutes 46 secondes, a pu être handicapé par son choix de ne pas employer de petit plateau.
Vainqueur trois mois plus tôt de son cinquième et dernier Tour de France, Miguel Indurain est le premier coureur professionnel espagnol à devenir champion du monde. Quatre jours plus tard, Olano et Indurain montent sur le podium de la course en ligne dans l'ordre inversé de celui du contre-la-montre, Olano devenant champion du monde.

## Classement
|                           | Coureur               | Pays             |    | Temps           |
| ------------------------- | --------------------- | ---------------- | -- | --------------- |
| Médaille d'or, monde      | Miguel Indurain       | Espagne          | en | 55 min 30 s     |
| Médaille d'argent, monde  | Abraham Olano         | Espagne          |    | 56 min 19 s     |
| Médaille de bronze, monde | Uwe Peschel           | Allemagne        |    | 57 min 33 s     |
| 4.                        | Dubán Ramírez         | Colombie         |    | 58 min 42 s     |
| 5.                        | Igor Bonciucov        | Moldavie         |    | 59 min 03 s     |
| 6.                        | Erik Breukink         | Pays-Bas         |    | 59 min 12 s     |
| 7.                        | Zenon Jaskuła         | Pologne          |    | 59 min 12 s     |
| 8.                        | Mike Engleman         | États-Unis       |    | 59 min 21 s     |
| 9.                        | Maurizio Fondriest    | Italie           |    | 59 min 26 s     |
| 10.                       | Jan Karlsson          | Suède            |    | 59 min 44 s     |
| 11.                       | Brett Dennis          | Australie        |    | 1 h 00 min 07 s |
| 12.                       | Thierry Marie         | France           |    | 1 h 00 min 07 s |
| 13.                       | Artūras Kasputis      | Lituanie         |    | 1 h 00 min 08 s |
| 14.                       | Andrea Chiurato       | Italie           |    | 1 h 00 min 14 s |
| 15.                       | Steve Hegg            | États-Unis       |    | 1 h 00 min 17 s |
| 16.                       | Deane Rogers          | Australie        |    | 1 h 00 min 23 s |
| 17.                       | Javier Zapata         | Colombie         |    | 1 h 00 min 33 s |
| 18.                       | Rolf Aldag            | Allemagne        |    | 1 h 00 min 50 s |
| 19.                       | Peter Meinert-Nielsen | Danemark         |    | 1 h 01 min 06 s |
| 20.                       | Ruslan Ivanov         | Moldavie         |    | 1 h 01 min 07 s |
| 21.                       | Graeme Obree          | Royaume-Uni      |    | 1 h 01 min 16 s |
| 22.                       | Cássio Freitas        | Brésil           |    | 1 h 01 min 21 s |
| 23.                       | Roland Green          | Canada           |    | 1 h 01 min 33 s |
| 24.                       | Jesús Zarate          | Mexique          |    | 1 h 01 min 43 s |
| 25.                       | Miroslav Lipták       | Slovaquie        |    | 1 h 01 min 55 s |
| 26.                       | Robert Pintarič       | Slovénie         |    | 1 h 02 min 05 s |
| 27.                       | Frans Maassen         | Pays-Bas         |    | 1 h 02 min 07 s |
| 28.                       | Philipp Buschor       | Suisse           |    | 1 h 02 min 18 s |
| 29.                       | Matthew Brick         | Nouvelle-Zélande |    | 1 h 02 min 20 s |
| 30.                       | Igor Prutskih         | Russie           |    | 1 h 02 min 27 s |
| 31.                       | Dietmar Müller        | Autriche         |    | 1 h 02 min 31 s |
| 32.                       | Csaba Szekeres        | Hongrie          |    | 1 h 02 min 44 s |
| 33.                       | Dimitri Sedun         | Russie           |    | 1 h 02 min 46 s |
| 34.                       | Tomasz Brożyna        | Pologne          |    | 1 h 02 min 47 s |
| 35.                       | Pascal Lance          | France           |    | 1 h 02 min 53 s |
| 36.                       | Oleg Klevtsov         | Arménie          |    | 1 h 03 min 17 s |
| 37.                       | Jacques Landry        | Canada           |    | 1 h 03 min 18 s |
| 38.                       | László Bodrogi        | Hongrie          |    | 1 h 03 min 30 s |
| 39.                       | Philip Collins        | Irlande          |    | 1 h 03 min 31 s |
| 40.                       | Friedrich Berein      | Autriche         |    | 1 h 03 min 58 s |
| 41.                       | Allen Andersson       | Suède            |    | 1 h 04 min 14 s |
| 42.                       | Romāns Vainšteins     | Lettonie         |    | 1 h 04 min 35 s |
| 43.                       | Serhiy Honchar        | Ukraine          |    | 1 h 04 min 56 s |
| 44.                       | Takayuki Kakinoki     | Japon            |    | 1 h 05 min 22 s |
| 45.                       | Georgios Portelanos   | Grèce            |    | 1 h 06 min 41 s |
| 46.                       | Gert van Vliet        | Aruba            |    | 1 h 06 min 49 s |
| 47.                       | Nico Mattan           | Belgique         |    | 1 h 08 min 06 s |
| 48.                       | Róbert Nagy           | Slovaquie        |    | 1 h 08 min 37 s |
| 49.                       | Wong Kam Po           | Hong Kong        |    | 1 h 08 min 38 s |
| 50.                       | Martin Du Plessis     | Namibie          |    | 1 h 08 min 40 s |
| 51.                       | Igor Patenko          | Biélorussie      |    | 1 h 08 min 40 s |
| 52.                       | Aleides Caballero     | Panama           |    | 1 h 12 min 47 s |
| 53.                       | Dennis Brooks         | Îles Caïmans     |    | 1 h 15 min 42 s |
| 54.                       | Stefan Baraud         | Îles Caïmans     |    | 1 h 15 min 47 s |
| 55.                       | Eustace Dooke         | Sainte-Lucie     |    | 1 h 15 min 48 s |
| 56.                       | Sylvester James       | Sainte-Lucie     |    | 1 h 17 min 55 s |
| 57.                       | Jorge Heilbron        | Panama           |    | 1 h 18 min 26 s |
| 58.                       | Cheong Wai-Chong      | Macao            |    | 1 h 19 min 38 s |
| 59.                       | Juno Voltaire         | Haïti            |    | 1 h 22 min 06 s |
| 60.                       | Jean-Louis Serge      | Haïti            |    | 1 h 24 min 32 s |
| abandon                   | Domingo González      | Mexique          |    |                 |
| abandon                   | Kari Myyryläinen      | Finlande         |    |                 |
| abandon                   | Kang Byung-Soo        | Corée du Sud     |    |                 |
| abandon                   | Brian Holm            | Danemark         |    |                 |